# Битка при Киноскефале
Вижте пояснителната страница за други значения на Битка при Киноскефале.
Битката при Киноскефале на едноименния рид близо до град Скотуса в Тесалия е решаващата битка от Втората римско-македонска война. В нея през юни 197 г. пр. Хр. съюзените римски и гръцки войски, предвождани от Тит Квинкций Фламинин, нанасят поражение на македонския цар Филип V и слагат край на войната и на вековната хегемония на Антигонидите в Елада.
В тази битка, наред с някои тактически грешки от страна на Филип, проличава превъзходството на римския легион над фалангата на елинистическите държави.

## Предистория
Към 197 година пр. Хр. – четвъртата от началото на войната – събитията се развиват неблагоприятно за Македония. В предходната година Фламинин навлиза с армията си в Елада и един след друг печели на своя страна доскорошните македонски съюзници Епир, Ахея и Беотия. Преговорите за мир, подети от Филип V, се провалят след като Сенатът поисква от македонския цар да се откаже от владенията си в Коринт, Евбея и Тесалия.

## Съотношение на силите
Голяма част от македонските сили е пръсната по гарнизони в Елада и Кария. За да изведе в поход възможно по-голяма войска, Филип свиква младежи и ветерани. Армията му достига 25 500 воини, в т.ч. 16 000 фаланга, 2 000 пелтасти, 5 500 наемници от Тракия, Илирия и други народности и 2 000 македонски и тесалийски конници. Според противоречивата информация от Ливий и Плутарх, армията на противника му Фламинин също наброява около 26 000 бойци, но заедно със съюзническите гръцки контингенти (етолийци, атамани, критяни и др.) вероятно надхвърля 30 000. Проконсулът разполага и с 10 бойни слона, изпратени наред с 200 конници от нумидийския цар Масиниса.

## Поход на Фламинин в Тесалия
С настъпването на пролетта римляните се прехвърлят от базата си във Фокида през Термопилите в Тесалия. Гръцките подкрепления се присъединяват към тях по пътя към македонската колония Фтиотидска Тива. След безуспешна обсада на тази крепост Фламинин настъпва към Фере. Тук той пресреща армията на Филип и прегражда пътя му към добре укрепената и добре снабдена база Деметриада на Пагаския залив.
След стълкновение между конни отряди, спечелено от етолийците, македонският цар вдига стана си и потегля на запад, към Фарсала, в търсене на провизии и равен терен, подходящ за неговата фаланга. Загубил контакт с противника, Фламинин потегля с армията си по успореден маршрут на запад. Три дни по-късно авангардите на двете армии се сблъскват инцидентно на възвишенията Киноскефале („Кучешки глави“ на старогръцки), недалеч от Скотуса. Този сблъсък прераства в пълномащабно сражение между двете армии.

## Битката
На разсъмване в деня на битката гъста мъгла принуждава Филип V да спре похода си. Към Киноскефале се придвижват само стражеви отряди. На хребета те са пресрещнати от около 1 300 римски воини, изпратени от Фламинин за разузнаване. И двете страни са изненадани, но връх взимат македоните. Фламинин изпраща подкрепления от 2 000 пехотинци и 500 конници, провокирайки Филип на свой ред да изпрати на хълмовете конница и наемници, предвождани от Атенагор. Македоните взимат връх за втори път и ги спира само отпорът на етолийските конници начело с Архедам и Евполем.
Филип решава да се възползва от моментното си предимство. Без да дочака строяването на цялата си войска, той повежда половината от фалангата си (8 000 копиеносци) в двойна формация (16 реда) надолу по склона срещу левия от двата римски легиона. Римляните не удържат на напора и отстъпват с тежки загуби, но останалата част от фалангата (начело с Никанор) изостава от Филип.
Срещу тези македонски части Фламинин повежда деснофланговия си легион. Слоновете в римския авангард всяват паника сред противниците. Македоните не успяват да се престроят от походен в боен ред и са обърнати в бягство. В този момент един от трибуните (неизвестен по име) извършва маневрата, която се оказва решаваща за изхода на битката. Той спира настъплението на подчинените му 20 манипули (около 2 000 легионера) и ги обръща встрани и в тил на победоносния фланг на македонската армия. Разположени в плътен строй и застрашени от три страни, воините на Филип V няма как да се противопоставят. Фалангата се разпада, копията стават безполезни, а в ръкопашния бой легионерите имат предимството на дългите си мечове и щитове.

## Последици
В битката при Киноскефале фалангата от здраво сключили редове копиеносци – строят, на който разчитат по това време македонският и другите елинистически владетели – се доказва като неустоима във фронтална атака и безпомощна при пролуки в редиците и срещу контраатаки в тила си. Подредбата на римския легион на предна и поддържащи линии манипули се оказва далеч по-гъвкава, а въоръжението на легионерите – далеч по-пригодно, в бой на пресечен терен.
В битката загиват 8 000 македони и наемници, а 5 000 са пленени. Филип V не е сред тях. Съзрял навреме, че изходът е предрешен, царят с воините около него отстъпват далеч на север, в Гони, където се събират останалите оцелели.
С поражението при Киноскефале Филип V на практика губи властта над почти цяла Тесалия. Когато Фламинин и съюзниците му достигат Лариса, македонският цар моли за мир. Приемайки римските условия, той извежда гарнизоните си от стратегически ключовите крепости в Елада Коринт, Халкида и Деметриада, заплаща голяма контрибуция и разформирова флота си, но запазва царството си, на което римляните гледат като на буфер срещу нашествията на северните варвари в Гърция.